# مدام شلاطة (فلم)
مدام شلاطة هو فيلم مصري عرض عام 1986، بطولة فريد شوقي وشريهان، ومن إخراج يحيى العلمي.

## قصة الفيلم
نجوى شابة رائعة الجمال تلتحق بكلية الإعلام وتأتي من طنطا لتُقيم مع أختها المتزوجة. تبني نجوى عدة صداقات مع زملائها ونتيجة لذلك تتورط في علاقة مع منير الذي يرفض الزواج منها بعد أن غرّر بها، فتغوي شلاطة زوج أم منير الذي حقق ثراء فاحشا بطرق مريبة فيتزوجها. لكن شلاطة يطلقها ليتزوج من وداد التي اتفقت مع منير على الانتقام من نجوى. تباشر وداد أعمال شلاطة وتبتزه وتحصل على مستندات تدين شلاطة، وتقع في يد نجوى فتسلمها إلى سالم الصحفي الذي كان يحبها فينشرها. توضع أموال شلاطة تحت الحراسة وتلجأ نجوى للإقامة مع القوادة أم سالم وتستسلم لها، تداهم شرطة الآداب الشقة وتقبض على الجميع، وعند وصولهم إلى حجرة المحقق العام تُلقي نجوى بنفسها من فوق شرفة الحجرة العالية هناك ونتيجة ارتطامها بالأرض حتى تنهمر الدماء من وجهها لتُفارق الحياة على الفور.

## طاقم التمثيل
- فريد شوقي: (شلاطة)
- شريهان: (نجوى)
- محمود الجندي: (منير)
- عزة جمال: (وداد "ديدي")[2]
- صبري عبد المنعم: (حمدي)
- فايزة كمال: (عزة)
- ماجدة زكي: (ناهد)
- سمير وحيد: (سالم)
- حسين الشربيني
- ليلى فهمي: (فكيهة)
- نعيمة الصغير: (أم سيد)
- هانم محمد
- حافظ أمين
- محمود أبو زيد
- سوسن ربيع: (عزيزة "زيزي")
- محمد أبو حشيش
- مطاوع عويس
- أمل موسى
- بدرية عبد الجواد
- سوزان صالح
- سيد مصطفى
- محمد توفيق
- سيد علام

## فريق العمل
- إخراج: يحيى العلمي
- قصة: وحيد غازي
- سيناريو وحوار: أحمد صالح
- مدير التصوير: علي خير الله
- مونتاج: فكري رستم
- موسيقى تصويرية: مختار السيد
- إنتاج: شركة الأفلام المتحدة
- توزيع داخلي: شركة الأفلام المتحدة
- توزيع خارجي: فيديو 2000 (صفوت غطاس)